# Dansk Boghandels Landsstævne
Dansk Boghandels Landsstævne er en dansk dokumentarfilm fra 1950 med ukendt instruktør.

## Handling
Fredag 16. juni 1950 strømmer forlæggere og boghandlere fra hele landet til Nyborg. 140 provinsboghandlere, knapt 50 københavnske boghandlere og ca. 35 forlæggere deltager. Landsstævnet udgøres af foredrag, faglige drøftelser og en iscenesat 'retssag', samt en afsluttende udflugt.